# 스트리트 파이터
《스트리트 파이터》는 캡콤이 제작하는 일본의 미디어 프랜차이즈이다. 1987년 발매된 아케이드 게임 《스트리트 파이터》를 시작으로 비디오 게임 위주로 전개되며, 본편 게임 6개와 외전작, 크로스오버 작품, 기타 매체로 구성됐다.
1991년에 출시된 《스트리트 파이터 II》는 비디오 게임 역사상 일대일 대전 격투 게임의 공통요소들을 최초로 도입한 게임으로 꼽힌다. 《스트리트 파이터》 시리즈는 비디오 게임 프랜차이즈 사상 최고의 판매순위권을 점하며 캡콤을 대표하는 작품이다. 2022년 9월 기준으로 전세계 판매량인 4900만 장에 달했다.

## 역사
| 1987 | 스트리트 파이터                        |
| 1988 |                                        |
| 1989 |                                        |
| 1990 |                                        |
| 1991 | 스트리트 파이터 II: 더 월드 워리어     |
| 1991 | 스트리트 파이터 II: 챔피언 에디션      |
| 1992 | 스트리트 파이터 II 터보: 하이퍼 파이팅 |
| 1993 | 슈퍼 스트리트 파이터 II                |
| 1994 | 슈퍼 스트리트 파이터 II 터보           |
| 1995 | 스트리트 파이터 알파                   |
| 1995 | 스트리트 파이터: 더 무비               |
| 1996 | 스트리트 파이터 알파 2                 |
| 1996 | 엑스맨 vs. 스트리트 파이터             |
| 1996 | 스트리트 파이터 EX                     |
| 1997 | 스트리트 파이터 III: 뉴 제너레이션     |
| 1997 | 마블 슈퍼 히어로즈 vs. 스트리트 파이터 |
| 1997 | 스트리트 파이터 III: 세컨드 임팩트     |
| 1998 | 스트리트 파이터 EX2                    |
| 1998 | 스트리트 파이터 알파 3                 |
| 1999 | 스트리트 파이터 III: 서드 스트라이크   |
| 2000 | 스트리트 파이터 EX3                    |
| 2001 |                                        |
| 2002 |                                        |
| 2003 | 하이퍼 스트리트 파이터 II              |
| 2004 |                                        |
| 2005 |                                        |
| 2006 |                                        |
| 2007 |                                        |
| 2008 | 스트리트 파이터 IV                     |
| 2008 | 슈퍼 스트리트 파이터 II 터보 HD 리믹스 |
| 2009 |                                        |
| 2010 | 슈퍼 스트리트 파이터 IV                |
| 2011 | 슈퍼 스트리트 파이터 IV: 3D 에디션     |
| 2012 | 스트리트 파이터 X 철권                 |
| 2012 | 스트리트 파이터 X 메가맨               |
| 2013 |                                        |
| 2014 |                                        |
| 2015 |                                        |
| 2016 | 스트리트 파이터 V                      |
| 2017 | 울트라 스트리트 파이터 II              |
| 2018 |                                        |
| 2019 |                                        |
| 2020 |                                        |
| 2021 |                                        |
| 2022 |                                        |
| 2023 | 스트리트 파이터 6                      |

### 비디오 게임

#### 스트리트 파이터 (1987)

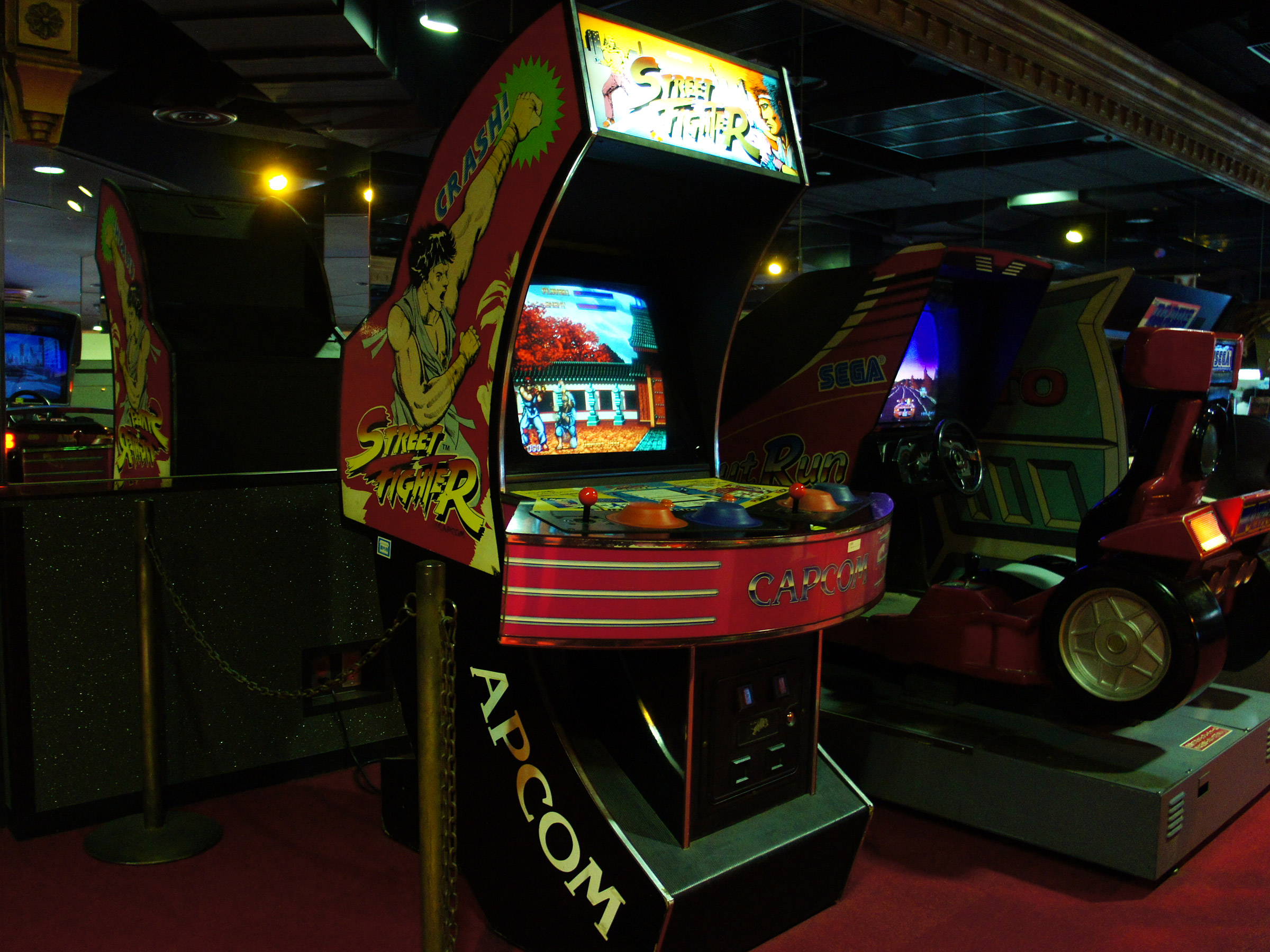
《스트리트 파이터》 아케이드 캐비넷.

1987년, 니시야마 타카시와 마츠모토 히로시가 기획한 아케이드 게임 《스트리트 파이터》가 발매됐다. 플레이어는 무술가 류를 조종해 5개국을 전전하는 전세계무술대회에서 10명을 상대해 승리하는 것이 목표이다. 또 한 명의 플레이어가 참가시 켄 마스터즈를 조종해 서로 대전할 수 있다. 플레이어는 3개의 주먹공격과 3개의 발공격으로 구성된 총 6개의 버튼과 조이스틱으로 조종한다. 특정 조작을 이행할 시 손에서 공 형태의 에너지를 발사하는 파동권, 위로 솟아오르는 주먹공격을 하는 승룡권, 그리고 공중에서 발을 회전하는 용권선풍각을 사용할 수 있다.
《스트리트 파이터》는 아케이드 발매 후 MS-DOS같은 가정용 컴퓨터로 이식됐다. 1987년에 PC 엔진 CD로 《파이팅 스트리트》라는 제목으로 이식됐다.

#### 스트리트 파이터 II (1991)
《스트리트 파이터 II: 더 월드 워리어》는 본래 1989년 진행형 격투 게임 《파이널 파이트》의 후속작으로서 출발했으나 이후 독자적인 대전 격투 게임으로서 1991년 3월 출시됐다. 《스트리트 파이터 II》는 캡콤의 아케이드 기판 CP 시스템을 사용한 초기 게임으로, 《파이널 파이트》와 《포가튼 월즈》를 개발한 니시타니 아키라와 야스다 아키라가 기획했다.
《스트리트 파이터 II》는 비디오 게임 역사상 처음으로 플레이어가 고유기술을 가진 8명의 캐릭터들 중 하나를 선택해 다양한 상성의 대전을 진행하는 일대일 대전 격투 게임이었다. 각각의 플레이어 캐릭터마다 잡기, 던지기, 장풍 등 2, 3개의 필살기들을 보유하며, 게임 전체를 통틀어 총 30개 이상의 기술들을 선보였다. 일인용 모드에서 플레이어는 다른 7명의 캐릭터와 일대일 대전을 하며, 이후 컴퓨터가 조종하는 4명의 논플레이어 캐릭터와 대전해 최종전을 치르는 형태로 진행한다. 첫번째 게임처럼 언제든지 다른 인간 플레이어가 난입해 서로 대전할 수 있다.
《스트리트 파이터 II》는 전작을 상회하는 선풍적인 인기를 끌어 《스트리트 파이터》 시리즈가 멀티미디어 프랜차이즈로 탈바꿈하는 계기가 됐다. 2017년 기준으로 인플레이션으로 조정된 총수익이 미화 100억 달러 이상이었다. 슈퍼 패미컴과 메가 드라이브 이식판의 판매량은 1400만 장 이상이었다.
1992년, 캡콤은 《스트리트 파이터 II: 더 월드 워리어》의 개량판 《스트리트 파이터 II: 챔피언 에디션》을 발매했다. 일본판 제목은 숫자에 프라임 기호를 붙인 《스트리트 파이터 II 대시》이다. 《더 월드 워리어》에서 컴퓨터 전용 캐릭터 4명이 플레이어가 사용할 수 있도록 조정했으며, 전작과 달리 일대일 대전시 두 명의 플레이어가 같은 캐릭터를 사용가능하게 변경했다. 그 외 개선된 그래픽, 게임플레이 균형 조정 등 개선점이 있다. 1992년 말, 두 번째 개량판 《스트리트 파이터 II 터보: 하이퍼 파이팅》이 발매됐다. 당시 시중에 유통되던 비인가 해킹판 《스트리트 파이터 II》에 대응해 제작된 판으로. 게임 속도를 신속하게 만들고 캐릭터에게 새로운 기술을 추가했다.
1993년, 캡콤의 신 아케이드 기판 CP 시스템 II로 개발된 세 번째 개량판 《슈퍼 스트리트 파이터 II》이 출시됐다. 완전히 새로 제작한 그래픽과 음악으로 무장했으며 샌규 플레이어 캐릭터 4명이 추가됐다. 1994년에 발매된 네 번째 개량판 《슈퍼 스트리트 파이터 II 터보》는 이전판에 기반한 게임플레이를 가다듬고 게임 속도를 《하이퍼 파이팅》처럼 빠르게 조정했으며, 기술을 사용할 때마다 차오르는 게이지 시스템을 차용해 이를 사용해 상대방에게 큰 피해를 주는 초필살기를 도입했다. 그 외 숨겨진 캐릭터 아쿠마가 추가됐다.
2003년, 캡콤은 시리즈 15주년 기념으로 《하이퍼 스트리트 파이터 II》를 아케이드용으로 일본과 그 외 아시아 지역에 발매했다. 이는 《슈퍼 스트리트 파이터 II 터보》를 재사용한 판이나 이전 《스트리트 파이터 II》 개량판에 기반한 과거형 플레이어 캐릭터들을 사용할 수 있는 특징이 있다. 《하이퍼》는 북미 및 유럽 지역에선 《스트리트 파이터 애니버서리 컬렉션》같은 합본을 통해 플레이스테이션 2 및 엑스박스로 출시됐다.
2008년, 리마스터판 《슈퍼 스트리트 파이터 II 터보 HD 리믹스》가 플레이스테이션 네트워크와 엑스박스 라이브 아케이드로 발매됐다. 우동 엔터테인먼트의 원화가가 그린 고화질 그래픽 및 HD 캐릭터 스프라이트를 탑재한 것이 특징이다. 그 외 게임플레이 균형 조정한 신판과 《슈퍼 터보》의 게임플레이를 이용할 수 있는 구판 둘 중 하나를 선택하는 기능이 있다. 2017년, 새로운 개량판 《울트라 스트리트 파이터 II》가 닌텐도 스위치로 발매됐다. HD 그래픽은 《HD 리믹스》를 이용하나 게임플레이는 1994년판 《슈퍼 터보》를 바탕으로 잡기풀기같은 새로운 게임플레이를 도입했다. 류와 켄의 사악한 버전과 플레이어 캐릭터판 아쿠마, 총 3명의 새로운 플레이어 캐릭터가 추가됐다.

#### 스트리트 파이터 알파 (1995)
- 스트리트 파이터 ZERO: 셀 애니메이션 방식으로 제작된 새로운 시리즈. 기존의 구 시리즈와는 느낌이 상당히 다르다. 시스템은 뱀파이어 시리즈에서 선보인 체인콤보이 채용되어 있다. 시나리오의 경우 당시 스트리트 파이터2의 이전의 이야기다, 아니다 라는 논쟁이 크게 발생하였지만 캡콤에서 '외전'으로 못 박으면서 일단락. 하지만 스트리트 파이터 4에서는 제로의 캐릭터가 등장함에 따라 각 캐릭터마다 일부 설정과 스토리라인이 이어지는 것으로 변경하여 본편 시리즈에서도 제로의 설정이 받아들여진 모습으로 그려지고 있다. 스트리트파이터 1의 버디, 아돈이 등장하며 춘리와 캐미에 이은 스트리트 파이터 제 3의 여성 캐릭터이자 스트리트 파이터에 등장하는 최장신 여성 캐릭터인 로즈, 파이널 파이트의 가이와 보스캐릭터 소돔, 스트리트 파이터 2의 캐릭터인 가일의 친구 내쉬, 고우켄의 제자 단이 새롭게 추가되었다.

- 스트리트 파이터 ZERO 2: 제로의 두 번째 정식 속편. 그래픽은 좀 다듬어지고 스트리트 파이터 1편에서 등장했던 겐이 재 등장하였다. 스트리트 파이터 2의 달심, 장기에프가 참전하며 여고생 캐릭터인 사쿠라가 신캐릭터로 출전하며 여기에 1편의 가이, 소돔처럼 파이널 파이트의 보스 캐릭터인 로렌토가 참전하여 세계관이 좀 더 확장되었다. 시스템의 변화가 이루어져 체인 콤보가 삭제되고 오리지널 콤보가 도입되었다. 특히 시대가 지난 게임기인 SFC로 초월 이식되어 경악스러운 완성도를 보여주었다.

- 스트리트 파이터 ZERO 2 알파: 제로 2편의 버전업. 게임 자체는 크게 다를 것이 없으나 서바이벌 모드나 일부 캐릭터의 클래식 캐릭터 버전을 (춘리의 차이나 드레스 + 커피색 스타킹 버전 등) 선택할 수 있는 등 가정용의 추가 요소들을 도입하였다. 본래 북미쪽에만 발매된 버전업이지만 추가 요소들이 일본에서 화제가 되어 역수입이 되는 희귀한 케이스이기도 하다. 참고로 북미에서는 스토리 및 마케팅 상의 이유로 제로가 알파라는 이름으로 발매된 까닭으로 말미암아 알파 2 골드라는 이름으로 발매되었다. 이후 알파 버전에다가 샤돌루 요원으로서의 캐미를 추가시켜 스트리트 파이터 ZERO 2 대쉬(유럽내 발매명 스트리트 파이터 알파 2 프라임)가 세가 새턴과 플레이스테이션을 통해 발매되었다.

- 스트리트 파이터 ZERO 3: 제로 시리즈의 종결작. 기존의 시스템을 한데 묶고 ISM으로 분할시켜 유저의 취향껏 고를 수 있게 하였지만 시간이 지나고 나서부터는 Z-ISM 중심으로 플레이된다. 캐릭터 구성은 제로 시리즈에 등장하지 않았던 기존의 캐릭터 바이슨, 발록, 블랑카, 혼다, 캐미가 새롭게 참전했으며 여성프로레슬러인 레인보우 미카, ZERO 2의 사쿠라에 이은 또 한명의 여고생 캐릭터인 카린이 신캐릭터로 참전한다. 여기에 행방이 묘연했던 파이널 파이트의 주인공 코디가 첫 참전. 하지만 충격적이게도 죄수로 등장하여 많은 올드팬을 놀라움에 빠지게 되었는데 게임상에서 코디를 고를 시 그 원인을 알 수 있는데 평화로운 삶에 적응하지 못하여 방황하는 내용을 담고 있다. 특히 시나리오적인 부분 역시 보강되어 중간보스 시스템을 도입했는데 플레이어가 선택한 캐릭터에 따라 중간보스가 달라졌다. 특히 마지막 보스 베가와 깊은 원한이 있는 캐릭터일 경우 중간보스는 유리&유니로서 2대1 로 싸워야 하지만 유리와 유니가 약체인 캐미의 복사판인 관계로 난이도는 그렇게 높지 않았다. 게임자체는 결정판이라는 평가에 걸맞게 오랜시간 인기를 끌었고 2D 대전 액션으로는 최후의 밀리언 셀러 (PS용)를 찍으면서 2D 대전 액션의 마지막 투혼을 보여주었다. 현재 이 제로 3 이후로 정통 2D 대전 액션이 100만 장이 넘은 사례는 더 킹 오브 파이터즈 시리즈가 유일하다. 콘솔용 게임으로는 세가 새턴과 소니의 플레이스테이션을 통해 발매되었는데 일부 프레임을 삭제하면서 추가 요소를 가미했다. 한편 드림캐스트로도 추가 요소를 반영하되 캐릭터 조정 없이 월드 투어 모드를 강화해 스트리트 파이터 ZERO 3 최강류 도장(영문명 스트리트 파이터 알파 3 최강 도장)이라는 명칭으로 발매되었으며, 이후 스트리트 파이터 ZERO 3의 확장판인 스트리트 파이터 ZERO 3 UPPER 에서는 스트리트 파이터 2의 가일, 슈퍼 스트리트 파이터 2의 썬더 호크, 페이롱, 디제이가 추가캐릭터로 참전하며 두 번째 확장버전인 스트리트 파이터 ZERO 3 DOUBLE UPPER(영문명 스트리트 파이터 ALPHA 3 MAX)에서는 스트리트 파이터 1의 이글, 파이널 파이트 2의 여성 캐릭터 마키, 스트리트 파이터 3의 윤, 캠콤 파이팅 잼의 잉그리드가 추가 캐릭터로 참전한다,

#### 스트리트 파이터 EX (1996)
- 스트리트 파이터 EX: 스트리트 파이터2 시리즈와 스트리트 제로 시리즈의 전투 방식을 차용. 여러 방면에서 EX는 여전히 2D 격투 게임처럼 플레이되지만 캐릭터가 전투를 벌이는 배경은 종종 3D로 바뀐다. 게임은 시리즈에서 친숙하거나 유사한 이전 게임과 비슷하게 특별 이동 그리고 슈퍼 콤보를 사용한다. 제로나 뱀파이어 시리즈처럼 슈퍼 콤보와 특별 이동을 수행하는 데 사용되는 슈퍼 콤보 게이지는 세 가지 수준으로 구분되었다. 게임은 플레이어의 전투 선택권을 강화하기 위해 다양한 새로운 기능을 소개하고 있다. 스트리트 파이터 EX의 확장판인 스트리트 파이터 EX plus 에서는 신캐릭터로 피의 봉인이 풀린 호쿠토, 이빌 류, 사이클로이드 베타 & 감마가 추가되어 등장했고 두 번째 확장버전인 스트리트 파이터 EX plus α 에서는 플레이어블 캐릭터로 사쿠라와 달심이 추가 캐릭터로 참전한다.

- 스트리트 파이터 EX 2: EX 시리즈의 4번째판. EX 플러스 알파에서 등장했던 달심이 정식 캐릭터로 등장하고 발로그(꼬챙이), 블랑카가 기존 2시리즈로부터 차출되어 등장한다. 전작을 베이스로 신시스템이 몇몇 추가되었는데, 오리지널 콤보와 비슷한 엑셀 콤보 시스템이 추가되었다. 게이지 1줄을 소모하며 지속 시간은 다소 짧지만 발동 순간 무적이 있고 지속 시간이 끝난 뒤에도 콤보를 이어나갈 수 있기 때문에 중요한 시스템으로 평가받고 있다. 또한 가드 브레이크기를 각종 필살기들에서 캔슬해서 사용할 수 있는 캔슬 브레이크 시스템도 추가되었다. 대신 상대를 캔슬 브레이크로 맞출 시 기존 가드 브레이크보다 주는 경직시간이 짧다.

- 스트리트 파이터 EX 2 plus: 스트리트 파이터 EX 2의 업그레이드판. EX 시리즈중 가장 완성도가 높고 개념밸런스를 자랑하는 최고의 시리즈로 사가트가 플레이어블 캐릭터로 추가됨으로써 M.바이슨과 E.혼다를 제외하고 스트리트 파이터 2의 등장인물 나머지 10명이 다 나오게 됐다. 오리지널 신캐릭터로 볼케이노 롯소와 에어리어가 추가됐으며 스파 EX 2에서 짤렸던 풀룸 플루나와 다란 마이스터가 부활했지만 하야테가 스토리 상 가루다와 맞짱뜨다가 부상당한 바람에 삭제됐다. 대신 하야테의 슈퍼 콤보들은 가루다의 메테오 콤보로 볼 수가 있으며 하야테의 경우 PS 이식 버전에서 신 캐릭터로 추가된다.

- 스트리트 파이터 EX 3: EX 시리즈의 마지막판. 태그 배틀과 팀 배틀의 요소가 추가되어 있다. 전작 EX 2 plus의 등장인물 대부분이 하야테를 제외하고 모두 모여 있으며 사쿠라와 살의의 파동의 눈을 뜬 류가 다시 등장하여 에디트 모드의 신캐릭터 중에서 최강자로 떠올랐다. 캐릭터 전용 테마곡은 현재까지 사용된 것이 계승되어 이어지고 있다. 2대2 배틀을 중심으로 하여 진행되는 것이 특징이다.

#### 크로스오버 시리즈 (1996)
- X-Men Vs 스트리트 파이터

- 마블 슈퍼 히어로즈 Vs 스트리트 파이터

- 마블 Vs 캡콤 시리즈

- 캡콤 Vs SNK 시리즈 (SNK Vs 캡콤 시리즈)

- 스트리트 파이터 X 철권

- 철권 X 스트리트 파이터

- 남코 X 캡콤

- 프로젝트 엑스존 (프로젝트 엑스존2)

- 스트리트파이터 X 록맨

- 타츠노코 Vs 캡콤

#### 스트리트 파이터 III (1997)
- 스트리트 파이터 3: 2X를 끝으로 정통 후속작은 개발하지 않기로 했으나 캡콤의 모모의 필사의 도트를 보고 감명을 받아 제작에 들어갔다. 10년이 넘은 현재까지도 탄성을 지을 만한 그래픽과 부드러운 모션으로 팬들을 열광시켰고 블로킹 시스템을 도입하여 수싸움이 치열한 스트리트 파이터의 특성을 더욱 가중시켜 심오한 공방이 되도록 하였다. 북미, 일본에서 특히 인기를 끌었다. 2에서 지나친 인기로 인해 망했다고 하는 풍조가 있으나 한국을 제외한 일본,북미에서는 인기를 끌었다. 다만 한국에서는 그 같은 명성은 이어지지 못했고 유통사 '고봉산업'의 부도로 인해 수도권에서 그럭저럭 인기를 끈뒤 바로 자취를 감췄다.

- 스트리트 파이터 3 2ND: 3의 첫 번째 버전업. CPS3의 위용을 알려주는 듯한 휴고의 등장과 윤,양의 분리. 고우키가 숨겨진 캐릭터로 등장하였다. 전반적으로 세부적으로 수정을 가하였고 블로킹 타이밍이나 EX 필살기가 추가되는등 대전공방을 더욱 다채롭게 활성화시켰다. 드림캐스트에서 더블 임팩트라는 이름으로 유일하게 이식이 되어 있다. 일부 매니아들 사이에서는 2ND를 더 즐기고 있기도 하다.

- 스트리트 파이터 3 3RD: 2D 대전액션의 정수이자 모든 것이 집약된 결정판으로 자부하는 게임. 이 시리즈에서 팬들의 의견을 받아들인 캡콤 측에서 춘리를 특별 캐릭터로 추가시켰다. 다른 말이 필요 없을 정도로 발매한 지 10년이 경과한 현재까지 인기순위 TOP 10에 들고 있으며 투극, EVO같은 세계적인 대전액션 대회에서도 정식종목으로 채택되어 있는 것만으로도 이 게임에 대해 모든 것이 설명이 가능하다. 캡콤에서도 이 작품을 만들어내자 더 이상 만들 필요를 못느끼게 될 정도였고 때마침 아케이드 사업을 접기 시작하면서 3RD를 끝으로 모든 것을 종식시켰다. 현재까지 일본 랭킹 10위 안에서 10년 동안 인기를 유지하고 있는 중. 한국에서는 하이퍼 스트리트 파이터 2와 합본으로 발매되었다.

#### 스트리트 파이터 IV (2008)
- 스트리트 파이터 4: 3편 제작 이후 10년, 3RD 이후 8년 만에 내보이는 신작. 스트리트 파이터3 3RD 여전히 인기를 얻고 있고 아케이드 산업자체가 이미 마이너로 돌아간지 오래라 캡콤 내부에서도 굳이 만들 필요가 없다는 의견이 많았지만 팬들의 지속적인 요청으로 인해 재등장. 다만 그래픽은 시대가 시대인만큼 툰 렌더링 방식으로 제작하였다. 이에 관해 우려가 많았지만 2D대전액션의 감각과 스트리트 파이터 특유의 공방을 무리없이 잘 재현해놓아 호평을 들었다. 시스템은 기본적으로 2X를 기반으로 제작되어 있고 여기에 3편 블로킹의 간략화 버전이라고 볼 수 있는 세이빙 어택을 추가하여 3편의 유저들도 고려하는 모습을 보여주었다. 또한 가정용에서는 250만장의 더블 밀리언을 기록하면서 대전액션의 콘솔 이식판은 로즈, 캐미, 사쿠라, 겐이 추가되었고 그동안 의문에 샇여있던 류와 켄의 스승 고우켄이 추가되었다. 여기에 보스 세스가 플레이어블 캐릭터로 참전하였다.

- 슈퍼 스트리트 파이터 4: 스트리트 파이터 4의 버전업판이다. 캐릭터들의 밸런스 조종이 전체적으로 가해졌으며 새로운 울트라 콤보가 추가됐다. 각 캐릭터별 오프닝과 엔딩 애니메이션 및 게임의 이벤트도 대폭 만들어졌고, 호평을 받은 멀티 플레이도 다채롭고 더욱 발전하게 됐다고 한다. 이번 슈퍼 스트리트 파이터 4에서는 스파 2X에서 활약하던 T.호크, 디제이와 스파 제로 시리즈의 코디와 가이, 아돈이 부활했다. 또한 스파 3에서 활약했던 이부키, 더들리, 마코토가 등장하며 완전히 새로운 캐릭터로 아울귀레쉬라 불리는 터키의 기름레슬링 기술을 쓰는 하칸과 시리즈 최초의 한국인 캐릭터 주리가 등장한다.

- 슈퍼 스트리트 파이터 4 AE: 슈퍼 스트리트 파이터 4의 2번째 버전업판이며, AE는 Arcade Edition의 줄임말. 자잘한 수정과 함께 윤, 양, 살의의 파동에 눈 뜬 류 (이블류), 오니 등 총 4명의 캐릭터가 추가되었다. 게임의 전반적인 밸런스는 괜찮은 편이나 윤, 양, 페이롱 등 일부 캐릭터가 지나치게 강하다는 비판이 있었고, 이를 보완하기 위해 2011년 말에 밸런스 패치가 나왔다.

- 슈퍼 스트리트 파이터 4 AE 2012: 슈퍼 스트리트 파이터 4의 3번째 버전업판이다. 캐릭터는 AE버전 그대로이지만 밸런스를 새롭게 수정했다. 전작의 의견을 반영해서 전작에서 지나치게 강한 캐릭터들을 대폭 약화시켰다.

- 슈퍼 스트리트 파이터 4 3D

- 울트라 스트리트 파이터 4: 2014년 4월 아케이드판 발매, 콘솔판은 그 이후에 발매 예정이고, 휴고, 로렌토, 엘레나, 포이즌 외의 신 캐릭터 1명이 있다. 한편 신 캐릭터 예상에서는 레인보우 미카나 카린 등이 거론되었으나, 결국 베가 친위대 DOLLS 소속의 디카프리가 선정되었다. 또한 기존 캐릭터인 춘리, 양, 이부키, 에드몬드 혼다 등의 스피드와 밸런스 등을 새롭게 하는 등의 조정이 있다는 정보가 나와 있다.

#### 스트리트 파이터 V (2016)
- 스트리트 파이터 5: 캡콤에서 2016년 2월 16일 발매한 대전격투게임으로 스트리트 파이터 시리즈의 최신작. 네칼리, 라시드, 라라, 팡 4인이 등장하였고 플랫폼은 PS4와 PC(스팀 인증 필수)로 출시되며, 스팀에서 구매한 유저들은 아시아 기준 2016년 2월 17일부터 플레이 가능. SF4 시리즈와 다르게 PC와 PS4가 서로 크로스 멀티플레이가 되는 것이 특징이다. SF4과 마찬가지로 SF5도 딤프스가 하청 개발하였다.

#### 스트리트 파이터 VI (2023)
- 스트리트 파이터 6: 캡콤에서 2023년 6월 2일 발매한 대전격투게임으로 스트리트 파이터 시리즈의 최신작. 이번 작에서는 드디어 SNK와 콜라보레이션을 하게 되어 테리 보가드와 시라누이 마이가 등장했다,

## 제작
스트리트 파이터의 세계관은 오직 스스로 강해지기 위해 수련하는 류의 일대기를 다룬 게임으로 실존 인물인 한국계의 가라테 무술가 최영의의 제자인 '극진의 호랑이' 소에노 요시지를 그 모델로 하여 제작했다.

## 문화적 영향

### 영화 및 필름
- 성룡의 영화 시티 헌터에서는 개리 대니얼스에 의해 연기된 장과 그의 상대는 켄, 춘리, 달심, 가일 등의 스트리트 파이터 II 캐스트의 다양한 구성원으로 변환해 싸움 장면을 재현한 바 있다.

- 미스터리 어드벤처의 에피소드에서 "전투기와의 싸움"이라는 가상 비디오 게임의 전투 전투기에 있던 캐릭터인 럼블 맥스커미쉬는 류와 켄을 기반으로 한다. 다른 캐릭터와 비디오 게임 자체가 스트리트 파이터에 강한 영향을 받았다.

- 애니메이션 영화 "주먹왕 랄프"에서 류, 켄, 춘리, 캐미, 블랑카, 장기예프 와 베가 등의 스트리트 파이터 캐릭터들이 카메오 출연을 하였다.

- 스트리트 파이터를 영화로 촬영한 것만 여러편이 된다. 헐리웃에서는 장 클로드 반담을 주연(가일 역)으로 하여 스트리트 파이터 (1994년 영화)을 촬영한 이후 크리스틴 크룩을 주연(춘리 역)으로 하여 스트리트 파이터: 춘리의 전설을 제작하였으며 마이크 모(류 역)와 크리스티안 하워드(켄 역)를 주연으로 하여 스트리트 파이터: 전설의 귀환을 제작하였다. 그러나 스트리트 파이터: 전설의 귀환을 제외하면 영화들의 부정적인 평가가 많은 편.

### 패러디 코믹스
- 단편 만화(코믹스)인 "Kingdom Comes" 시리즈는 춘리를 모델로 해 도쿄 로즈라는 이름의 작은 역할의 캐릭터를 제공한다.

- 로맨틱 코미디 만화인 "하이 스코어 소녀"는 1991년을 배경으로 스트리트 파이터 II에 서로의 반칙으로 우정을 키워가는 소년과 소녀를 포함한다.

### 음악 밴드
- 음악 밴드인 하도켄!은 류의 필살기인 파동권을 바탕으로 명명되었다.

### 비디오 게임
- "승룡권" 기술은 나중에 스트리트 파이터의 명성에 힘입어 캡콤의 록맨 시리즈에 등장하게 된다.
- 『마블 vs 캡콤 3』에서 마블 코믹스 캐릭터인 데드풀 또한 "승룡권" 기술을 사용하고 있다.
- 스트리트 파이터 시리즈의 인기에 편승해서 수 많은 아류작들이 쏟아져나왔다. 이 중 SNK에서 개발한 아랑전설, 용호의 권, 더 킹 오브 파이터즈가 가장 큰 인기를 얻고 한 때 스트리트 파이터 시리즈의 인기를 압도하기도 했다.
  - 그래서 캡콤과 SNK는 서로의 인기를 등에 업기 위해 각자 기술제휴하여 캡콤 VS SNK와 SNK VS 캡콤 카오스를 각각 제작했다.

### 관련 게임
스트리트 파이터 2010
- 북미판은 스트리트 파이터 2010 The Final Fight이다. 캡콤이 1990년에 만든 NES게임으로 스트리트 파이터와 아무런 전혀 관계 없는 시리즈라고. 진행방식은 다른 시리즈와 달리 횡방향 진행방식이다. 일본판 주인공의 이름은 케빈이지만 북미판에서는 이름만 켄으로 수정해 게임 이름까지 스트리트 파이터로 바꾸어 그 인기에 흠집을 낸 게임이다. 따라서 아무런 관련없는 그냥 우주가 배경인 횡방향 진행 게임이라 보면 된다.

스트리트 파이터 The Movie

## 참조

### 주해
1. ↑  Street Fighter, ストリートファイター